# كريس أ. براون
كريستوفر «كريس» أ. براون (بالإنجليزية: Christopher "Chris" A. Brown)‏ (ولد في 3 أغسطس 1964) سياسي جمهوري أمريكي الذي يخدم في الجمعية العامة لولاية نيوجيرسي منذ يناير 2012 بتمثيله المقاطعة التشريعية الثانية. يعتبر براون من قدامى المحاربين في حرب الخليج الثانية.
خدم في الجيش خلال حرب الخليج الثانية من خلال الفرقة الجوية 82. حصل على ميدالية النجمة البرونزية وشارة المشاة القتالية لخدمته في الهجوم البري في العراق.
في عام 2008 تم استدعاء براون للخدمة في حرب العراق وأمضى ثلاثة أشهر في العراق. ومع ذلك قرر الجيش أنه ارتكب خطأ في تفعيله وأرسل إلى الوطن وتلقى تسريح مشرف.